# Telmatherina abendanoni
Telmatherina abendanoni là một loài cá thuộc họ Telmatherinidae. Nó là loài đặc hữu của Indonesia.